# Camponotus cambouei
Camponotus cambouei é uma espécie de inseto do gênero Camponotus, pertencente à família Formicidae.